# ディズニーランド (雑誌)

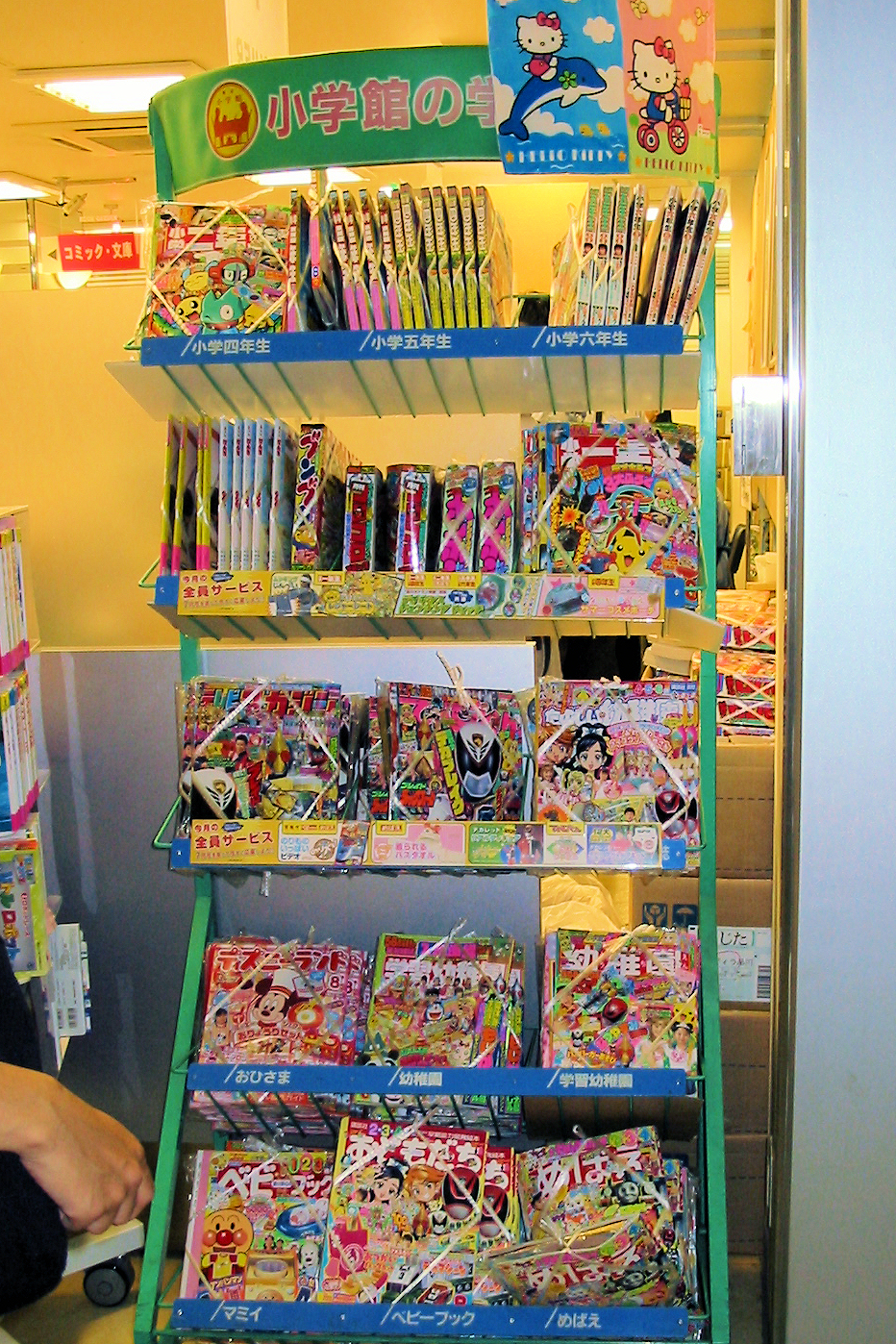
『ディズニーランド』が並ぶ売場（下から2段目（上から4段目）の左端。2004年撮影）

ディズニーランドは、講談社が発行していた未就学児童以降を対象としたディズニーキャラクターを主体とした日本の幼児雑誌。
ここでは2007年8月に発刊された実質的な復活版雑誌「First Book Disney」も記する。

## 概要
1964年の創刊以来、43年3カ月に渡って通算516号を発行し、多くの幼児、親子二代の読者に親しまれて来た。
講談社発行の幼児・児童・少女・少年向け雑誌では「なかよし」・「たのしい幼稚園」・「週刊少年マガジン」に次いで歴史が長く、老舗の幼児雑誌でもあった。
創刊当初は2～4歳までを対象とし、「テレビマガジン」、「たのしい幼稚園」、「なかよし」と同様、ディズニー以外の講談社が掲載権を持っているアニメ・特撮ヒーロー・子供番組といった幼児向けテレビキャラクターの記事も掲載されていた。「仮面ライダー」も本誌で扱っていたため、第二次怪獣ブーム（変身ブーム）の影響を受けていた。1972年に対象年齢が同じ「おともだち」の創刊に加え、1983年の東京ディズニーランド開園以降は、ディズニー関連情報の比率が増し、やがてディズニー専門の幼児向け雑誌に転換し（表紙もディズニーキャラクターのみだった）、2～6歳までを対象にするように変更された。ディズニー専門誌となった後も、それ以外のテレビキャラクターにおける記事は、競合誌と比べて規模がかなり小さいものの、一応扱ってはいた。
幼児雑誌であるが、幼児のみではなく、保護者（主として母親）と合わせて親子二代での読者も多かった。また、東京ディズニーリゾートやディズニーストアの情報も掲載されていたため、大人の読者も少なからずいた。毎年ミニーマウスの衣装コンテストが行われており、最優秀作品となった衣装を着たミニーマウスの縫いぐるみがディズニーストアで限定発売された。
時代が進むにつれ、インターネットの普及などでディズニー関連情報を得られる場・機会が他に増加した事もあり、発行部数は徐々に減少。
また、2005年頃からは、雑誌自体の内容のマンネリ化が目立ちはじめた。その為、テコ入れを施し、2006年1月号からタイトルロゴ・表紙をリニューアル。さらに2007年1月号からは表紙のデザインをミッキーマウスとミニーマウスにし、新しい連載コーナーを設けた。しかし、テコ入れを施すも、やはり時代の波には勝てず、2007年3月号で休刊になった。なお、休刊発表は突然で、3月号の最後部に掲載された。
その後、休刊と知った読者らから休刊を惜しむ声や雑誌復活の声が相次いだことから、2007年8月に実質的な復活版雑誌「First Book Disney」を発刊した。内容はほぼ晩年と同じ内容で付録がついている。

## おもに掲載されたディズニー以外のキャラクター

### 両性向け
- ムーミン
- ひらけ!ポンキッキ
  - ポンキッキーズ
- パジャママン
- まんが日本昔ばなし
- ワンツージャンプ!
- 山口さんちのツトム君
- まんが世界昔ばなし
- バーバパパ
- シートン動物記 くまの子ジャッキー
- 家なき子
- ピンク・レディー
- 飛べ!孫悟空
- おかあさんといっしょ
  - ブンブンたいむ
  - にこにこぷん
  - こんなこいるかな
  - ドレミファ・どーなっつ!
  - ぐ〜チョコランタン
- こぐまのミーシャ
- 愛の学校クオレ物語
- 名犬ジョリィ
- 東映不思議コメディーシリーズ
  - ロボット8ちゃん
  - バッテンロボ丸
  - どきんちょ!ネムリン
- ワンワン三銃士
- The・かぼちゃワイン(少年誌『週刊少年マガジン』から参加)
- イーグルサム
- わくわく動物ランド
- カールおじさん
- もしもタヌキが世界にいたら
- 森のトントたち
- あっぱれ外人 DONピシャリ!!
- おねがい!サミアどん
- かずきくんとかなえちゃん
- タマ&フレンズ
- グリム名作劇場
  - 新グリム名作劇場
- 小公子セディ
- いきなりダゴン
- パラソルヘンべえ
- いないいないばあっ!
- ニャニがニャンだー ニャンダーかめん

### 男の子向け
- 流星人間ゾーン
- ジムボタン
- マジンガーZ
- グレートマジンガー
- 電人ザボーガー
- 勇者ライディーン
- 宇宙の騎士テッカマン
- UFOロボ グレンダイザー
- 円盤戦争バンキッド
- 惑星ロボ ダンガードA
- ジェッターマルス
- おれは鉄兵（少年誌『週刊少年マガジン』から参加）
- 仮面ライダーシリーズ
  - 仮面ライダー
  - 仮面ライダーV3
  - 仮面ライダーX
  - 仮面ライダーアマゾン
  - 仮面ライダーストロンガー
  - 仮面ライダー(スカイライダー)
  - 仮面ライダースーパー1
- スーパー戦隊シリーズ
  - バトルフィーバーJ
  - 電子戦隊デンジマン
  - 太陽戦隊サンバルカン
  - 大戦隊ゴーグルファイブ
- ウルトラシリーズ
  - ウルトラマン
  - ウルトラセブン
  - ザ☆ウルトラマン
  - ウルトラマン80
- タイガーマスクII世（少年誌『週刊少年マガジン』から参加）
- 六神合体ゴッドマーズ
- 宇宙刑事ギャバン
- ベムベムハンターこてんぐテン丸（児童向けコミック誌『コミックボンボン』から参加）
- コンポラキッド（児童向けコミック誌『コミックボンボン』から参加）
- のらくろクン（児童向けコミック誌『コミックボンボン』から参加）

### 女の子向け
- さるとびエッちゃん
- キャンディキャンディ（少女誌「なかよし」から参加）
- おはよう!スパンク（少女誌「なかよし」から参加）
- とんでモン・ペ
- 魔法の天使クリィミーマミ
- とんがり帽子のメモル
- はーいステップジュン（少年誌『マガジンSPECIAL』から参加）
- メイプルタウン物語
  - 新メイプルタウン物語 パームタウン編
- あんみつ姫（アニメ版）
- レディレディ!!（秋田書店の少女誌『ひとみ』から参加）
  - ハロー!レディリン（秋田書店の少女誌『ひとみ』から参加）
- ひみつのアッコちゃん(第2作)
- 魔法使いサリー(1989年版)
- きんぎょ注意報!（少女誌『なかよし』から参加）
- 魔法のプリンセス ミンキーモモ(第2作)
- 美少女戦士セーラームーン（少女誌「なかよし」から参加）
- 夢のクレヨン王国
- おジャ魔女どれみシリーズ
  - おジャ魔女どれみ
  - おジャ魔女どれみ♯
  - も～っと！おジャ魔女どれみ
  - おジャ魔女どれみドッカ～ン！
- ワンワンセレプー それゆけ!徹之進（朝日小学生新聞から参加）

## 休刊後の現在
ディズニー関連の情報は雑誌「ディズニーファン」などにも掲載されており、今後はその雑誌類が情報源となる。幼児向けの情報は実質的な復活版雑誌「First Book Disney」も3～4か月ごとの不定期であるが発売しており、また月刊誌では「たのしい幼稚園」・「おともだち」が引き続き掲載している。だが、現在はディズニー作品の幼児誌・学年誌への掲載権は講談社の独占ではなくなっており、ライバル会社の小学館も掲載権を取得し、同社が発行する『(小学館の)幼稚園』・『めばえ』・『ベビーブック』『小学一年生 - 小学六年生』・『ぷっちぐみ』などの幼児誌・学習雑誌にも掲載されている。幼児誌だけでも実売部数で講談社のものを大きく上回っているため、ディズニー関連の情報源の拡大につながっている。

## with Minnie
2005年の別冊付録誌。幼児の保護者（主に母親）向けの商品情報や、東京ディズニーリゾート情報が掲載されていた。

## Sea Side Story
2005年3月号よりわたせせいぞうによる絵物語「Sea Side Story」が「with Minnie」に連載された。1回5ページの絵物語で1話完結。毎回違うカップルが登場し、東京ディズニーシーの一場面が登場する。1度だけ回想シーンで東京ディズニーランドのシンデレラ城も登場した。

### 単行本
2006年10月7日に講談社より『Sea Side Story 7つの港 11の恋』（ISBN 4-06-378952-7）として発売された。連載版とは左右の開きが逆になっている。